# オペラ・ドメーヌ 高麗橋
オペラ・ドメーヌ 高麗橋（おぺらどめーぬこうらいばし）は大阪府大阪市中央区にある建造物。

## 概要
辰野金吾が設計した煉瓦造の保険会社の社屋を、2008年（平成20年）11月より結婚式場として使用。以前はシェ・ワダという名のレストランだった。藤田観光は保有する太閤園の土地等について譲渡するとともに、2021年6月30日をもって、営業を終了することを決定した。

## 交通アクセス
- 京阪本線・地下鉄堺筋線「北浜駅」より、西に徒歩6分。
- 京阪本線・地下鉄御堂筋線「淀屋橋駅」より、東に徒歩6分。